# Vlag van Hoensbroek

Vlag van de gemeente Hoensbroek
(1938?-1982)

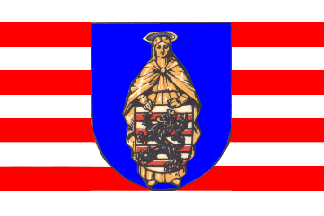
Onofficiële vlag volgens Sierksma
(1958)

De vlag van Hoensbroek is nimmer vastgesteld als de gemeentelijke vlag van de voormalige Limburgse gemeente Hoensbroek, maar werd wel als zodanig gebruikt. Sinds 1 januari 1982 is de vlag niet langer als gemeentevlag in gebruik omdat de gemeente Hoensbroek toen opging in de gemeente Heerlen. De vlag kan als volgt worden beschreven:
Negen banen van gelijke lengte van wit en rood.
De kleuren zijn ontleend aan het gemeentewapen. De vlag zou voor het eerst tijdens het defilé ter gelegenheid van het veertigjarig regeringsjubileum van koningin Wilhelmina zijn gebruikt (zie ook het artikel hierover).
Sierksma vermeldt in 1962 een heel andere vlag, die volgens hem sinds 1958 officieus werd gevoerd. Dit betreft een vlag met negen horizontale banen in wit en rood, met over het geheel, ter hoogte van zeven banen, het gemeentewapen.

## Verwante afbeelding

Wapen van Hoensbroek

Ambt Montfort 
· Amby 
· Arcen en Velden 
· Baexem 
· Beegden 
· Belfeld 
· Bemelen 
· Berg en Terblijt 
· Bocholtz 
· Born 
· Broekhuizen 
· Cadier en Keer 
· Echt 
· Eijsden 
· Elsloo 
· Eygelshoven 
· Geleen 
· Grathem 
· Grubbenvorst 
· Haelen 
· Heel 
· Heel en Panheel 
· Heer 
· Helden 
· Herten
· Heythuysen 
· Hoensbroek 
· Horn 
· Horst 
· Hulsberg 
· Hunsel 
· Kessel 
· Klimmen 
· Limbricht 
· Linne 
· Maasbracht 
· Maasbree 
· Margraten 
· Meerlo-Wanssum 
· Meijel 
· Melick en Herkenbosch 
· Montfort 
· Munstergeleen 
· Neer 
· Nieuwenhagen 
· Nieuwstadt 
· Nuth 
· Ohé en Laak 
· Onderbanken 
· Ottersum 
· Posterholt 
· Roggel 
· Roggel en Neer 
· Schaesberg 
· Schinnen 
· Sevenum 
· Sint Odiliënberg 
· Sittard 
· Stevensweert 
· Stramproy 
· Susteren 
· Swalmen 
· Tegelen 
· Thorn 
· Ubach over Worms 
· Ulestraten 
· Urmond 
· Valkenburg-Houthem 
· Vlodrop 
· Wessem 
· Wittem